# Isla San José, Baja California Sur
Isla San José är en ö i Mexiko. Den ligger på ostkusten i delstaten Baja California Sur, i den västra delen av landet. Ön tillhör La Paz kommun och dess area är 181 kvadratkilometer. Tillsammans med många andra öar i området är Isla San José sedan 2005 ett världsarv.
Landskapet är en halvöken med glest fördelade träd, buskar och kaktusar. Typiska växtarter på ön är Fouquieria diguetii, Jatropha cinerea, kaktusar av släktet Pachycereus, träd av släktet Bursera och buskar av bocktörnesläktet. Isla San José är en av de få platser där mexikansk trut lever och San José-kaninen är endemisk på ön.